# 利奧波德·薩爾姆-薩爾姆
尼古劳斯·利奥波德·约瑟夫·马里亚（德語：Nikolaus Leopold Joseph Maria；1838年7月18日—1908年2月16日），出生于安霍尔特。是萨尔姆-萨尔姆亲王阿尔弗莱德一世与妻子克洛伊公主奥古斯塔的长子。
1893年7月12日，尼古劳斯在舍瑙与表妹克洛伊公主埃利奥诺尔结婚。二人没有子嗣。